# Autopista Seward
La Autopista Seward y conocida en inglés como Seward Highway es una carretera estatal ubicada a 368 millas (562 km) al oeste de Valdez en el estado de Alaska. La autopista inicia en el Sur en la antigua terminal de la Autopista Marina de Alaska en Seward hacia el Este en el anillo periférico de Anchorage. La autopista tiene una longitud de 204 km (127 mi). La Autopista Seward también forma parte de la Ruta de Alaska 1 y 9.

## Mantenimiento
Al igual que las carreteras estatales, las carreteras federales, la Autopista Seward es administrada y mantenida por el Departamento de Transporte y Servicios Públicos de Alaska por sus siglas en inglés DOT&PF.

## Localidades principales
La Autopista Seward es atravesada por las siguientes localidades.
- Seward, milla 0 (km 0)
- Bear Creek, milla 6
- Moose Pass, milla 29 (km 47)
- Tern Lake Junction (Autopista Sterling), milla 37 (km 60)
- Hope, vía la Autopista Hope, milla 57 (km 91)
- Portage Glacier y Whittier, via Portage Glacier Road, milla 79 (km 127)
- Girdwood y Alyeska Resort, vía la Autopista Alyeska, milla 90 (km 145)
- Anchorage, milla 127 (km 204)